# Opel Kadett Combo
Opel Kadett Combo A – samochód dostawczy klasy kompaktowej produkowany w latach 1986 - 1994 przez niemiecką markę Opel.

## Opis modelu

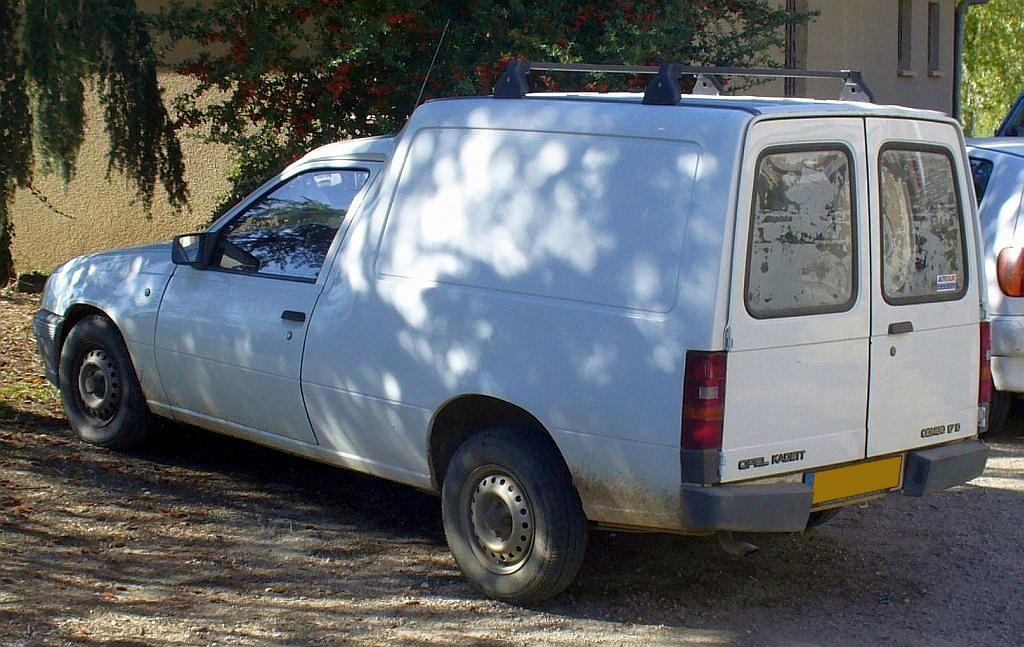
Opel Kadett Combo A

Pojazd został oparty konstrukcyjnie na modelu Kadett E. Początkowo produkcja auta odbywała się w fabryce Vauxhalla w angielskim mieście Ellesmere Port, jednak w roku 1989 przeniesioną ją do miasta Azambuja w Portugalii. W Wielkiej Brytanii auto oferowane jako Bedford Astramax (później pod marką Vauxhall).

### Silniki
- Benzynowe: 1.3N/60KM, 1.3S/75KM, 1.4i/60KM, 1.4S/75KM, 1.6i/75KM, 1.6S/82KM
- Wysokoprężne: 1.6D/54KM, 1.7D/57KM, 1.7D/60KM[1]